# Тёдзюгига
Тёдзю-дзимбуцу-гига (яп. 鳥獣人物戯画), или Тёдзюгига (яп. 鳥獣戯画 тё:дзю:гига, «Весёлые картинки из жизни животных») — японские карикатурные живописные свитки, созданные в XII веке. Третий и четвёртый свиток датируют XIII веком. Их создателем традиционно считается монах Тоба Содзё, хотя достоверно подтвердить авторство невозможно. «Тёдзюгига» называют первой мангой — японским комиксом, хотя этот факт оспаривался в газете Yomiuri Shimbun. В частности, мангака Сэйки Хосокибара назвал первой мангой «Сигисан Энги», а свитки Тобы охарактеризовал как самостоятельное произведение искусства, имеющее независимую от истории манги значимость и никак не связанную с этим направлением массовой культуры Японии.

Животные соревнуются в борьбе сумо (первый свиток «Карикатур животных и людей», Токийский национальный музей).

На свитках изображена последовательность чёрно-белых картинок без сопроводительного текста. Читаются они так же, как современная манга и японские книги — справа налево. Самый большой по размерам свиток — первый — занимает 11 метров в длину и 30 см в ширину. На первом, наиболее известном свитке, различные животные (жабы, кролики и обезьяны) занимаются человеческими делами. Все они хранятся в двух музеях — Токийском национальном и Национальном музее Киото.

### Японский
- Kyoto National Museum page for Chōjū-giga
- Suntory Museum of Art page for Chōjū-giga
- Tokyo National Museum page for Chōjū-giga

### Английский
- Kyoto National Museum page for Chōjū-giga
- Suntory Museum of Art page for Chōjū-giga